# Группа Лоренца
Гру́ппа Ло́ренца — группа преобразований Лоренца пространства Минковского, сохраняющих начало координат (то есть являющихся линейными операторами).
Группа Лоренца состоит из однородных линейных преобразований координат четырёхмерного пространства-времени:
{\displaystyle x_{\nu }'=\sum _{\mu }L_{\nu \mu }x_{\mu },}
{\displaystyle x_{0}=ct,\quad x_{1}=x,\quad x_{2}=y,\quad x_{3}=z,}
которые оставляют инвариантной квадратичную форму с сигнатурой (1, 3), которая является математическим выражением четырёхмерного интервала {\displaystyle s^{2}=c^{2}t^{2}-x^{2}-y^{2}-z^{2}}. В частности, группа Лоренца включает пространственные повороты в трёх плоскостях {\displaystyle xy,\ yz,\ zx}, лоренцевы преобразования {\displaystyle xt,\ yt,\ zt}, отражения пространственных осей {\displaystyle x,y,z}: {\displaystyle x\to -x,\ y\to -y,\ z\to -z} и все их произведения.
Группа Лоренца — частный случай неопределённой ортогональной группы, и поэтому обозначается {\displaystyle O(1,3)} (либо {\displaystyle O(3,1)}, что соответствует квадратичной форме с противоположными знаками и переставленными координатами), {\displaystyle O(1,3;\mathbb {R} )} или {\displaystyle \mathrm {O} _{1,3}(\mathbb {R} )}, а также {\displaystyle {\mathcal {L}}}.
Специальная группа Лоренца или собственная группа Лоренца {\displaystyle SO(1,3)} — подгруппа преобразований, определитель матрицы которых равен 1 (в общем случае он равен ±1).
Ортохронная группа Лоренца {\displaystyle O_{\uparrow }(1,3)} (также обозначается {\displaystyle \mathrm {O} _{1,3}^{+}(\mathbb {R} )}, и она может быть отождествлена с проективной (неопределённой) ортогональной группой {\displaystyle \mathrm {PO} _{1,3}(\mathbb {R} )}), специальная (или собственная) ортохронная группа Лоренца {\displaystyle SO_{\uparrow }(1,3)} — аналогично, но все преобразования сохраняют направление будущего во времени (знак координаты {\displaystyle x^{0}}). Группа {\displaystyle SO_{\uparrow }(1,3)}, единственная из четырёх, является связной и изоморфна группе Мёбиуса.
Иногда условие ортохронности включают в определение группы Лоренца, в этом случае группа, включающая преобразования, которые меняют направление времени, может называться общей группой Лоренца. Иногда также под группой Лоренца подразумевают собственную ортохронную группу Лоренца.

## Представления группы Лоренца
| Симметрия в физике             | Симметрия в физике                    | Симметрия в физике               |
| Преобразование                 | Соответствующая инвариантность        | Соответствующий закон сохранения |
| ------------------------------ | ------------------------------------- | -------------------------------- |
| ↕ Трансляции времени           | Однородность времени                  | …энергии                         |
| ⊠ C, P, CP и T-симметрии       | Изотропность времени                  | …чётности                        |
| ↔ Трансляции пространства      | Однородность пространства             | …импульса                        |
| ↺ Вращения пространства        | Изотропность пространства             | …момента импульса                |
| ⇆ Группа Лоренца (бусты)       | Относительность лоренц-ковариантность | …движения центра масс            |
| ~ Калибровочное преобразование | Калибровочная инвариантность          | …заряда                          |

Пусть физическая величина (например, четырёхмерный вектор энергии-импульса или потенциал электромагнитного поля) описывается многокомпонентной функцией координат {\displaystyle U_{\alpha }(x)}. При переходе из одной инерциальной системы отсчёта к другой компоненты физической величины линейно преобразуются друг через друга: {\displaystyle u_{\beta }'=\sum _{\alpha }\Lambda _{\beta \alpha }u_{\alpha }(x)}. При этом матрица {\displaystyle \Lambda } имеет ранг {\displaystyle \nu }, равный числу компонент величины {\displaystyle u_{\alpha }}. Каждому элементу группы Лоренца {\displaystyle P} соответствует линейное преобразование {\displaystyle \Lambda (P)}, единичному элементу группы Лоренца (тождественному преобразованию) соответствует единичное преобразование {\displaystyle \Lambda =1}, а произведению двух элементов группы Лоренца {\displaystyle P_{1}} и {\displaystyle P_{2}} соответствует произведение двух преобразований {\displaystyle \Lambda (P_{1}P_{2})=\Lambda (P_{1})\Lambda (P_{2})}. Систему матриц с перечисленными свойствами называют линейным представлением группы Лоренца.
Представления группы Лоренца в комплексных линейных пространствах очень важны для физики, так как связаны с понятием спина. Все неприводимые представления специальной ортохронной группы Лоренца {\displaystyle SO_{\uparrow }(1,3)} можно построить при помощи спиноров.